# トワイライト (GOING UNDER GROUNDの曲)
『トワイライト』は、GOING UNDER GROUNDのシングル。ビクターエンタテインメントのレーベルHAPPYHOUSEより2003年9月24日発売。

## 概要
メジャー6枚目、通算9枚目のシングル。ジャケットイラストは宮尾和孝が手掛けた。前作までと同じく上田ケンジとの共同プロデュース作品。初回盤には「トワイライト」のビデオクリップがCD-EXTRAで収録されている。

## 評価
声優の花澤香菜が、2021年にシングル発売キャンペーンの一環として公開したLINE MUSICのプレイリスト「夏のお散歩が捗るプレイリスト」12曲中に、「トワイライト」と2004年のシングル「同じ月を見てた」を選曲している。

## 収録曲
- 全曲 作詞・作曲：松本素生、編曲：GOING UNDER GROUND

1. トワイライト
「鉄塔のガイコツ　ネオンのゼリー」という歌い出しの歌詞の風景は松本が十代のころに実家の窓から見ていた景色がもとになっている[2]。載寧龍二と吉田桂子が出演しているほかメンバーもカメオ出演しているMVは、親交のあるCMディレクターである中野達仁に制作を依頼した[3]。
2. 足音のブルース

## タイアップ
トワイライト
- NHK教育『あしたをつかめ 平成若者仕事図鑑』主題歌（2004年4月5日 - 2012年3月29日）
- 映画『銀のエンゼル』（鈴井貴之監督／2004年12月18日公開）挿入歌
- テレビ東京系『元祖!でぶや』初代エンディングテーマ

## 収録アルバム
トワイライト
- ハートビート
- BEST OF GOING UNDER GROUND with YOU
- COMPLETE SINGLE COLLECTION 1998-2008
- ハートビート 2018〜emotionalred〜 - セルフカバーを収録。MVも新規に制作された。
- emotionalred ep - セルフカバー（『ハートビート2018』収録と同音源）を収録。
- ALL TIME BEST〜20th STORY + LOVE + SONG〜

足音のブルース
- THE BOX - B-SIDE COLLECTIONに収録。

### コンピレーション
- BMG JAPAN『J-Standard 003 「元気」』（2004年4月21日発売） - 「トワイライト」を収録[4]。
- ビクターエンタテインメント『「誰も知らない泣ける歌」外伝〜スタッフが選ぶこころのベストワン〜』（2009年2月18日発売） - 「トワイライト」を収録[5]。
- DJ 片平実『ROCK THE BEST』（2016年7月27日発売） - 「トワイライト」を収録[6]。

## カバー
トワイライト
- Lead - シングル『Upturn（通常盤）』（2013年6月19日発売）、ライブDVD『Lead Upturn 2013 Leap』（2013年12月25日発売）に収録。Leadメンバーの谷内伸也の作詞によるラップパートが追加されている[7]。
- MINT mate box - アルバム『Highlight』（2019年4月3日発売）に収録[注 1][8][9]。